# Ptychotrema
Ptychotrema é um género de gastrópode  da família Streptaxidae.
Este género contém as seguintes espécies:
- Ptychotrema mazumbiensis Tattersfield, 1999
- Ptychotrema usambarense Verdcourt